# Права ЛГБТ в Танзании
Лесбиянки, геи, бисексуалы и транссексуалы (ЛГБТ) в Танзании сталкиваются с юридическими проблемами, которые не испытывают остальные жители этой страны. Гомосексуальность в Танзании табуируется в обществе. Однополые отношения в соответствие с законодательством страны уголовно-наказуемы. По данным опроса, проведенного в 2007 году, 95 % жителей Танзании считают, что гомосексуализм — это недопустимый образ жизни. По этом показателям Танзания находится на седьмом месте по уровню неприятия однополых отношений среди 45 стран, в которых проводилось исследование.

## Законность однополых сексуальных отношений
На территории всей страны половые акты между мужчинами являются незаконными и в качестве максимального наказания за них предусмотрено пожизненное заключение. Сексуальные акты между женщинами не упоминаются конкретно в законодательстве материковой части Танзании. В то же время полу-автономная область Занзибар объявила вне закона однополые половые акты между женщинами с максимальным наказанием в виде тюремного заключения сроком на пять лет или штрафом в размере 500 000 шиллингов.
Однополые браки и пары в Танзании также запрещены.

## Защита от дискриминации
Ни конституция, ни законодательство Танзании не запрещают дискриминацию по признаку сексуальной ориентации или гендерной идентичности.

## Условия жизни
В Танзании отсутствуют гей-бары, но есть места, где встречаются геи. Лесбиянки менее заметны, чем геи.
В соответствии с устоявшимися взглядами на гомосексуализм в Танзании считается, что один человек, мсенге, будет играть роль женщины (за деньги или по причине импотенции, но не по собственному желанию), в то время как баша, доминирующий партнер, как предполагается, бисексуален. Традиционно мсенге более стигматизирован, чем баша.
В 2004 году несколько исламистских группировок в Занзибаре предприняли попытку очистить нацию от явлений, которые они считали греховными, в том числе от гомосексуализма. Закон в Занзибаре, который предусматривает уголовную ответственность за однополый секс, был ужесточен.

## Усыновление
ЛГБТ-представителям специально не запрещено усыновление. Пара имеет право усыновить ребёнка совместно только в том случае, если супружеская пара замужем. Мужчина может удочерить девочку в качестве единственного заявителя только в том случае, если «суд убеждён в том, что существуют особые обстоятельства, которые в качестве исключительной меры оправдывают принятие распоряжения об удочерении». При этом нет никаких особых ограничений касательно усыновления мальчика женщиной в качестве единственного заявителя. Только гражданин Танзании не моложе 25 лет может усыновить ребёнка. «Ребёнком» по законодательству Танзании является лицо моложе 21 года, которое никогда не состояло в браке.

## Сводная таблица
| Тип | Статус                                    |
| --- | ----------------------------------------- |
| Однополые отношения                                                                                          | (Штраф вплоть до пожизненного заключения) |
| Равный возраст согласия                                                                                      | No                                        |
| Антидискриминационные законы только в сфере занятости                                                        | No                                        |
| Антидискриминационные законы по предоставлению товаров и услуг                                               | No                                        |
| Антидискриминационные законы во всех других областях (включая косвенную дискриминацию, разжигание ненависти) | No                                        |
| Однополые браки                                                                                              | No                                        |
| Признание однополых пар                                                                                      | No                                        |
| Усыновление ребенка однополыми парами                                                                        | No                                        |
| Разрешение для геев и лесбиянок открыто служить в армии                                                      |                                           |
| Доступ к ЭКО для лесбиянок                                                                                   | No                                        |
| Суррогатное материнство для гей-пар                                                                          | No                                        |
| Разрешение быть донорами крови для МСМ                                                                       | No                                        |